# 配置集合
数学の集合論における配置集合（はいちしゅうごう、独: Belegungsmenge）あるいは集合の冪（べき、仏: exponentiation ensembliste）は、二つの集合 E, F に対する演算で、E から F への写像全体の集合を割り当てるものである。この集合は ℱ(E, F) や FE などと書かれる。これはまた、E で添字付けられた F の元の族の全体 {\displaystyle F^{E}=\prod _{e\in E}F=\{(x_{e})_{e\in E}\mid x_{e}\in F\}}とも一致する。

## 例
- ℝℕ は実数列全体の成す集合を表す（数列空間も参照）。
- 任意の空でない集合 E に対し、E から空集合 ∅ への写像は存在しない（E の元の像となるべき元の存在は、∅ がもともと元を持たないから、満たされることがない）。すなわち、∅E = ∅ (E ≠ ∅) が成り立つ。
- 任意の集合 F に対して、空集合から F への写像はただ一つ存在する（空写像、すなわち空なグラフを持つ写像）。従って、配置集合 F∅ = {∅} は一元集合である。

## 濃度
E および F は有限集合とし、集合 E の位数を |E| のように書くとき、配置集合の濃度に関して {\displaystyle {\mathopen {|}}F^{E}{\mathclose {|}}={\mathopen {|}}F{\mathclose {|}}^{{\mathopen {|}}E{\mathclose {|}}}}が成り立つことが示せる（重複順列の項を参照）。
E または F が無限集合のとき、上記の等式は濃度の冪の定義として用いられる。このとき、FE の濃度が E および F の濃度のみで決まる（つまり、濃度が同じならばそのような集合の取り方に依存しない）ことが示せる。

## 歴史
こんにち配置集合と呼ばれる構成を導入したのはゲオルク・カントールである。カントールが "Belegung" と呼んだ「N の元に対する M に値をとる配置」（英: "covering", 仏: « recouvrement »）とは、「N の各元 n に M の定まった元を割り当てる規則であって、M の元は繰り返し用いてよい」というもので、そのような規則は今日われわれが N から M への写像と呼んでいるものに他ならない。N における個々の配置を、規則 f を明示して f(N) と書くことにすれば、すべての f(N) を元とする集合—すなわち M に値をとる N の相異なる配置全体の成す集合— を「N の M による配置集合」と呼び、カントールはこれを (N|M) で表した—すなわち (N|M) = {f(N)}。

## 注